# マイク・イノク

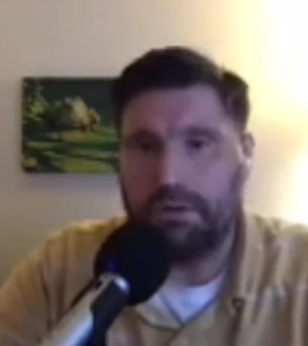
2020年

マイク・ペイノヴィッチ（英: Mike Peinovich）は、一般的にはマイク・イノク（英: Mike Enoch）というペンネームで知られているのであるが、アメリカにおける白人至上主義でナショナリストのブロガーであり、ポッドキャストの司会者である。彼は「不可欠な実力」 (The Right Stuff) というオルタナ右翼のブログと「日刊ホロコースト」(The Daily Shoah) というポッドキャストを設立した。
2017年1月、ペイノヴィッチの個人情報がリークされ、彼の妻がユダヤ人であることが暴露された。